# Хардінес-дель-Рей
Хардінес-дель-Рей (ісп. Jardines del Rey — сади короля) — архіпелаг в північній частині Куби в провінціях Сьєго-де-Авіла та Камагуей.
Протяжність островів - 200 км.

## Назва
Архіпелаг названо на честь короля Фердинанда Арагонського

## Острови

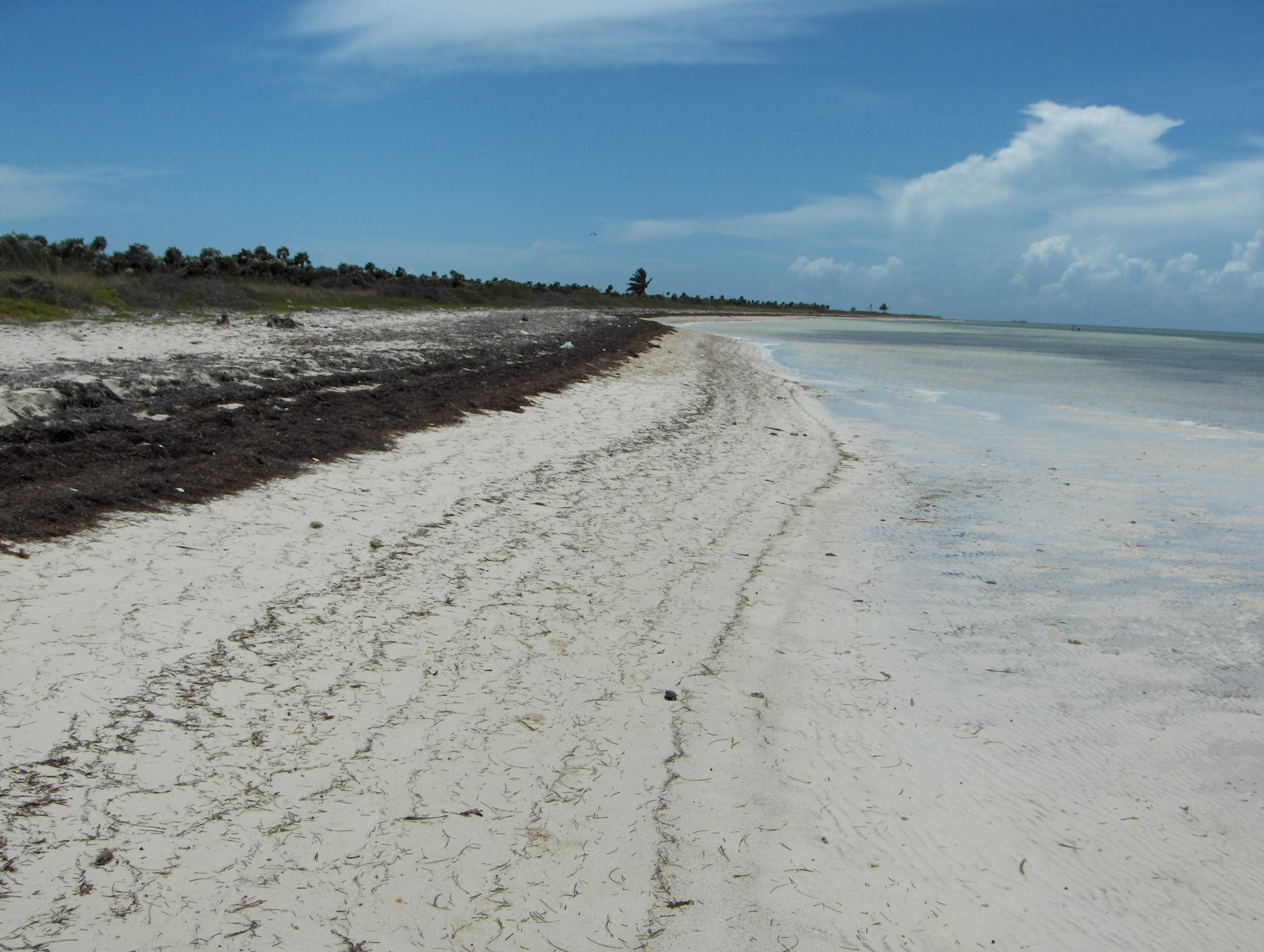
Пляж Кайо-Коко

Найбільш значущі острови (Кайо) архіпелагу:
- Санта-Марія
- Коко
- Гільермо
- Романо
- Гуахаба

Міжнародний аеропорт розташований на острові Коко.

## Національний парк
На території архіпелагу заснований національний парк Parque Natural El Bagá.